# Hagsta
Hagsta är en by och småort i Hamrånge socken i Gävle kommun i Gävleborgs län. Orten förlorade 2010 sin status som tätort på grund av minskande befolkning.
Byn omtalas i skriftliga handlingar första gången 1499 ('i Hackesiodhe') då en Nils i byn ingick i synenämnd vid häradsrätten. 1541-67 omfattade byn 8 skattehemman.
Sydväst om byn jämte E4 finns en bosättning som antas vara från vikingatid. I området känd som Nöttersvearna. 

## Befolkningsutveckling
| Befolkningsutvecklingen i Hagsta 1960–2015                                                                                       | Befolkningsutvecklingen i Hagsta 1960–2015 | Befolkningsutvecklingen i Hagsta 1960–2015 | Befolkningsutvecklingen i Hagsta 1960–2015 | Befolkningsutvecklingen i Hagsta 1960–2015 |
| --- | ------------------------------------------ | ------------------------------------------ | ------------------------------------------ | ------------------------------------------ |
| |                                            |                                            |                                            |                                            |
| År |                                            |                                            | Folkmängd                                  | Areal (ha)                                 |
| 1960 | 1960                                       |                                            | 304                                        |                                            |
| 1965 | 1965                                       |                                            | 257                                        |                                            |
| 1970 | 1970                                       |                                            | 246                                        |                                            |
| 1975 | 1975                                       |                                            | 205                                        |                                            |
| 1980 | 1980                                       |                                            | 205                                        |                                            |
| 1990 | 1990                                       |                                            | 185                                        | 83#                                        |
| 1995 | 1995                                       |                                            | 206                                        | 74                                         |
| 2000 | 2000                                       |                                            | 187                                        | 74#                                        |
| 2005 | 2005                                       |                                            | 200                                        | 74                                         |
| 2010 | 2010                                       |                                            | 185                                        | 74**                                       |
| 2010 | 2010                                       |                                            | 165                                        | 54#                                        |
| 2015 | 2015                                       |                                            | 177                                        | 81#                                        |
| Anm.: Ej tätort 1990-1995 samt 2000-2005. Upphörde som tätort 2010. ** Som upphörd tätort (mindre än 200 invånare) # Som småort. |                                            |                                            |                                            |                                            |